# Brat (Album)
Brat (deutsch „Göre“) ist das sechste Studioalbum der britischen Sängerin und Songwriterin Charli xcx. Es wurde am 7. Juni 2024 über Atlantic Records veröffentlicht. Bei den Brit Awards wurde es als bestes britisches Album des Jahres ausgezeichnet.

## Entstehung und Veröffentlichung
Das Album wurde von Charli xcx’ langjährigem Produzenten A. G. Cook sowie Finn Keane, Cirkut und ihrem Partner George Daniel produziert. Es markiert eine Rückkehr zur illegalen Londoner Rave-Szene, in der Charli xcx ihre musikalische Karriere begann, und wird als ihr bisher aggressivstes und konfrontativstes Werk beschrieben.
Charli xcx kündigte das Album am 28. Februar 2024 an, einen Tag vor der Veröffentlichung der Lead-Single Von Dutch. Am 3. April 2024 erschien die Doppel-A-Single Club Classics / B2B. Am 10. Mai 2024 wurde die dritte Single 360 veröffentlicht.
Die Werbekampagne für Brat startete bereits zehn Monate vor der Albumveröffentlichung mit der Einrichtung eines privaten Instagram-Accounts von xcx unter dem Namen „@360_brat“. Im Februar wurden Songs vom Album bei einer Boiler Room-Performance vorgestellt. In der Meme-Welle, die auf die Ankündigung des auffälligen neongrünen Album-Covers folgte, wurde die Microsite Brat Generator erstellt, auf der Fans ihre eigenen Brat-Cover erstellen konnten.

## Stil
Musikalisch bewegt sich Brat im Bereich Club-Pop und Hyperpop mit Einflüssen aus Electroclash und Dance. Das Album orientiert sich stark am Sound der 2000er Jahre und erinnert teilweise an Ministry-of-Sound-Compilations aus dieser Zeit.

## Singleauskopplungen
- Von Dutch
- Club Classics / B2B (Doppel-A-Single)
- 360

## Titelliste
| Nr.          | Titel                         | Autor(en)                                                                                   | Länge |
| ------------ | ----------------------------- | ------------------------------------------------------------------------------------------- | ----- |
| 1.           | 360                           | Charlotte Aitchison, Alexander Guy Cook, Henry Walter, Finn Keane, Omer Fedi, Blake Slatkin | 2:13  |
| 2.           | Club Classics                 | Aitchison, George Daniel                                                                    | 2:33  |
| 3.           | Sympathy Is a Knife           | Aitchison, Keane, Jonathan Christopher Shave                                                | 2:31  |
| 4.           | I Might Say Something Stupid  | Aitchison, Mike Lévy                                                                        | 1:49  |
| 5.           | Talk Talk                     | Aitchison, Cook, Ross Matthew Birchard                                                      | 2:41  |
| 6.           | Von Dutch                     | Aitchison, Keane                                                                            | 2:44  |
| 7.           | Everything Is Romantic        | Aitchison, Pablo Díaz-Reixa                                                                 | 3:23  |
| 8.           | Rewind                        | Aitchison, Walter, Cook                                                                     | 2:48  |
| 9.           | So I                          | Aitchison, Keane, Shave                                                                     | 3:31  |
| 10.          | Girl, So Confusing            | Aitchison, Cook                                                                             | 2:54  |
| 11.          | Apple                         | Aitchison, Daniel, Linus Wiklund, Noonie Bao                                                | 2:31  |
| 12.          | B2B                           | Aitchison, Lévy                                                                             | 2:58  |
| 13.          | Mean Girls                    | Aitchison, Cook, Birchard                                                                   | 3:09  |
| 14.          | I Think About It All the Time | Aitchison, Cook, Keane, Shave                                                               | 2:15  |
| 15.          | 365                           | Aitchison, Cook                                                                             | 3:23  |
| Gesamtlänge: | Gesamtlänge:                  | Gesamtlänge:                                                                                | 41:23 |

| Nr.          | Titel           | Autor(en)                                      | Länge |
| ------------ | --------------- | ---------------------------------------------- | ----- |
| 16.          | Hello Goodbye   | Aitchison, Cook                                | 3:39  |
| 17.          | Guess           | Aitchison, Harrison Patrick Smith, Dylan Brady | 2:22  |
| 18.          | Spring Breakers | Aitchison, Cook, Keane, Shave                  | 2:23  |
| Gesamtlänge: | Gesamtlänge:    | Gesamtlänge:                                   | 49:46 |

## Rezensionen
Laut Metacritic gilt es mit einem Metascore von 95 als das beste Album des Jahres 2024 und steht auf Platz 14 der besten Alben aller Zeiten (Stand: Januar 2025).
Pitchfork bezeichnete Brat als „Gebieterisch und kühl, nuanciert und verletzlich“ und lobte es als eines der besten Pop-Alben des Jahres. Die Autorin Meaghan Garvey sieht es als Hommage an die französische Dance-Musik der späten 90er und 2000er Jahre.
The Guardian hob hervor, dass das Album trotz seiner rauen Oberfläche tiefgehende emotionale und verletzliche Momente bietet und Charli xcx’ Fähigkeit zeigt, menschliche Erfahrungen authentisch zu vermitteln.
Es ist erst das achte Album, das von Anthony Fantano 10/10 Punkten erhielt.

## Kommerzieller Erfolg

### Chartplatzierungen
Brat avancierte zum weltweiten Top-10-Album, darunter im Vereinigten Königreich (Rang eins), den Vereinigten Staaten (Rang 3), Österreich, Deutschland (jeweils Rang 5) oder auch der Schweiz (Rang 7). Außer im Vereinigten Königreich erreichte Charli xcx in allen aufgeführten Ländern ihre bis dato beste Platzierungen in den Albumcharts.
| ChartsChartplatzierungen       | Höchstplatzierung | Wochen |
| ------------------------------ | ----------------- | ------ |
| Deutschland (GfK)              | 5 (… Wo.)         | …      |
| Österreich (Ö3)                | 5 (… Wo.)         | …      |
| Schweiz (IFPI)                 | 7 (24 Wo.)        | 24     |
| Vereinigte Staaten (Billboard) | 3 (… Wo.)         | …      |
| Vereinigtes Königreich (OCC)   | 1 (… Wo.)         | …      |

| ChartsJahrescharts (2024)      | Platzierung |
| ------------------------------ | ----------- |
| Deutschland (GfK)              | 72          |
| Österreich (Ö3)                | 43          |
| Schweiz (IFPI)                 | 59          |
| Vereinigte Staaten (Billboard) | 65          |
| Vereinigtes Königreich (OCC)   | 8           |

### Auszeichnungen für Musikverkäufe
| Land/Region                  | Auszeichnungen für Musikverkäufe (Land/Region, Auszeichnung, Verkäufe) | Verkäufe |
| ---------------------------- | ---------------------------------------------------------------------- | -------- |
| Australien (ARIA)            | Gold                                                                   | 35.000   |
| Dänemark (IFPI)              | Gold                                                                   | 10.000   |
| Frankreich (SNEP)            | Gold                                                                   | 50.000   |
| Italien (FIMI)               | Gold                                                                   | 25.000   |
| Kanada (MC)                  | Platin                                                                 | 80.000   |
| Neuseeland (RMNZ)            | 2× Platin                                                              | 30.000   |
| Polen (ZPAV)                 | Gold                                                                   | 10.000   |
| Portugal (AFP)               | Gold                                                                   | 3.500    |
| Spanien (Promusicae)         | Gold                                                                   | 20.000   |
| Vereinigtes Königreich (BPI) | Platin                                                                 | 300.000  |
| Insgesamt                    | 7× Gold · 4× Platin ·                                                  | 563.500  |

Hauptartikel: Charli xcx/Auszeichnungen für Musikverkäufe

## Kultureller Einfluss
Das Album hat einen kulturellen Trend ausgelöst, der als Brat Summer bezeichnet wird. Dieser steht für eine Abkehr von der Clean Girl-Ästhetik und zelebriert stattdessen einen unbekümmerten, wilden Party-Lifestyle.
Das Album erlangte erneut Aufmerksamkeit, als Kamala Harris dessen Ästhetik für ihre Präsidentschaftskampagne 2024 nutzte. Charli xcx bezeichnete Kamala Harris dabei selbst als brat, was als Kompliment aufgefasst werden kann.